# Audrey Patterson
Audrey Patterson   (Nova Orleans, 27 de setembre de 1926 - National City, 23 d'agost de 1996), de casada Tyler, va ser una atleta estatunidenca, especialista en curses de velocitat, que va competir durant en els anys posteriors a la Segona Guerra Mundial.
El 1948 va prendre part en els Jocs Olímpics d'Estiu de Londres, on va disputar tres proves del programa d'atletisme. Va guanyar la medalla de bronze en la cursa dels 200 metres, rere la neerlandesa Fanny Blankers-Koen i l'anglesa Audrey Williamson, mentre en els 100 metres i els 4x100 metres relleus va quedar eliminada en sèries. Fou la primera afroamericana en guanyar una medalla olímpica en atletisme.
El 1948 va guanyar el campionat de l'AAU en pista coberta dels 200 metres.

## Millors marques
- 100 metres. 12.1" (1948)
- 200 metres. 25.0" (1948)[1][4]